# North American A-27
Le North American NA-69 était la version d'attaque au sol du North American T-6 Texan, commandée principalement par la Thaïlande comme avion d'assaut léger. Les dix dernières unités construites furent rapidement récupérées par l'USAAC (et désignées A-27) pour ne pas qu'elles tombent entre les mains des forces d'invasion japonaises.

## Conception et développement
En 1937, la North American Aviation commença à travailler sur une version d'attaque au sol de son avion d'entraînement BC-1A, qui sera plus tard redesigné AT-6 Texan. Cette version d'attaque était exclusivement destinée à l'export.
Le modèle de démonstration, désigné NA-44, vola pour la première fois en 1938. Il était équipé avec un moteur en étoile refroidi par air Wright R-1820-F52 de 775 ch et armé de 5 mitrailleuses de 7,7 mm. Cet avion fut vendu au Canada en août 1940 et dénommé « Super Harvard » (Les T-6 étant nommés Harvard dans les armées de l'air du Commonwealth).
Le Brésil reçut 30 exemplaires sous la désignation NA-72 de juillet à octobre 1940.
Le Chili commanda également 12 exemplaires, désignés NA-74, qui étaient équipés de quatre mitrailleuses de 7,7 mm (la mitrailleuse de défense ayant été retirée).
10 autres exemplaires furent commandés par la Thaïlande, le 29 novembre 1939 sous la désignation NA-69 et armés de 3 mitrailleuses de 7,62 mm. La commande fut prête en septembre 1940 et fut acheminée par bateau jusqu'en Thaïlande. Cependant, sous la crainte qu'ils tombent entre les mains des Japonais, tous les NA-69 furent interceptés par les autorités américaines et entrèrent tout de suite en service sous la désignation A-27 et les numéros d'immatriculation 41-18890 à 41-18899.

## Service opérationnel
Les A-27 « confisqués » furent assignés au 17th Pursuit Squadron de l'USAAC de Nichols Field (Commonwealth des Philippines). Ils furent tous détruits lors de l'invasion japonaise des Iles Philippine dans les premiers jours de la Guerre du Pacifique.

## Pays utilisateur
- États-Unis : USAAC 10 unités
- Thaïlande : achèta 10 unités NA-69 mais ne fut jamais livrée
- Brésil : 30 unités désignées NA-72
- Canada : achèta le modèle de présentation NA-44
- Chili : 12 exemplaires sous désignation NA-74